# Black Leather
Black Leather – jedenasty i ostatni singel punkrockowego zespołu Sex Pistols. Wydany 21 listopada 1980. 

## Lista utworów
| Nr | Tytuł utworu       | Długość |
| -- | ------------------ | ------- |
| 1. | „Black Leather”    | 3:30    |
| 2. | „Here We Go Again” | 3:57    |
|    |                    | 7:27    |

## Skład
Muzycy
- Steve Jones – wokal, gitara,
- Andy Allen – gitara basowa
- Paul Cook – perkusja

Produkcja
- Steve Jones
- Paul Cook